# Lúcio Escribônio Libão (pretor em 192 a.C.)
Lúcio Escribônio Libão (em latim: Lucius Scribonius Libo) foi um político da gente Escribônia no século I a.C.. Sabe-se que ele foi edil em 194 a.C. juntamente com Aulo Atílio Serrano e celebrou os Jogos Megalenses. Foi pretor peregrino dois anos depois, novamente com Atílio Serrano, e recebeu a missão de providenciar equipamentos para a frota romana. No final de 186 a.C. foi nomeado triúnviro coloniae deducendae para as novas colônias de Siponto e Buxento.